# پابلو ماچون
پابلو ماچون یک فعال دانش آزاد و توسعه‌دهندهٔ نرم‌افزار آزاد و عضو مؤسس و رئیس بنیاد دانش آزاد، سازمانی که حقوق و آزادی انسان‌ها را در حوزهٔ دانش، نرم‌افزار و استانداردها ترویج می‌کند، است. او عضو اسپانیایی و معاون سابق رئیس بنیاد نرم‌افزار آزاد اروپا، است و یک فعال و مروج سیاسی مطرح نرم‌افزار آزاد است که دربارهٔ آزادی در عصر دیجیتال و سازمان‌ها و رویدادهای بین‌المللی گوناگونی سخنرانی می‌کند.
او متخصص ترویج دانش آزاد و نرم‌افزار آزاد در سیاست، تجارت و بخش‌های مدیریت عمومی است.
او به زبان اسپانیایی و انگلیسی مسلط است.